# Södermanlands runinskrifter 246
Runinskrift Sö 246 är en runsten som nu står bakom Hammars huvudbyggnad i Västerhaninge socken, Haninge kommun och Sotholms härad på Södertörn.
Runstenen påträffades 1884 i en grusgrop vid gården Vreten i Krigslida och den låg då i kanten av ett skadat gravfält från yngre järnåldern. Stenens övre del är avslagen.

## Inskriften
Translitterering: ...riR : auk : auþsta... ... ...-... ...ntr · rnistu stai... ... ... sin
Normalisering: [Þo]riR ok Auðstæ[inn] ... ... [Anu]ndr ræistu stæi[n] ... ... sinn.
Nusvenska: Tore och Östen... ...Anund reste stenen... ...sin.